# 화성 금수사 석조아미타불 및 좌대
화성 금수사 석조아미타불 및 좌대는 대한민국 경기도 화성시 매송면 원평리에 있다. 2016년 4월 7일 화성시의 향토문화재 제24호로 지정되었다가, 2019년 10월 23일 향토문화재(유형) 제15호로 변경 재분류되었다.

## 개요
이 불상과 좌대는 고려시대 불교문화를 알려 줄 수 있는 석조아미타불과 좌대로써 고려 전기 특징을 나타내고 있다.